# Hans Heibach
Hans Heibach (1º dicembre 1918 – 6 marzo 1970) è stato un calciatore tedesco, di ruolo centrocampista.